# Крели
Крели (фр. Creully) насеље је и општина у северној Француској у региону Доња Нормандија, у департману Калвадос која припада префектури Кан.
По подацима из 2011. године у општини је живело 1692 становника, а густина насељености је износила 197,66 становника/km². Општина се простире на површини од 8,56 km². Налази се на средњој надморској висини од 40 метара (максималној 61 m, а минималној 7 m).

## Демографија
| 1962. | 1968. | 1975. | 1982. | 1990. | 1999. | 2011. |
| ----- | ----- | ----- | ----- | ----- | ----- | ----- |
| 692   | 817   | 692   | 1.003 | 1.396 | 1.426 | 1.692 |

График промене броја становника у току последњих година